# Cynomops planirostris
Cynomops planirostris је врста сисара из реда слепих мишева и породице Mormoopidae. 

## Распрострањење
Врста има станиште у Аргентини, Боливији, Бразилу, Венецуели, Гвајани, Еквадору, Колумбији, Панами, Парагвају, Перуу, Суринаму и Француској Гвајани.

## Станиште
Врста Cynomops planirostris има станиште на копну.

## Угроженост
Ова врста није угрожена, и наведена је као последња брига јер има широко распрострањење.

### Популациони тренд
Популациони тренд је за ову врсту непознат.